# Ейфелева вежа (Харків)
Ейфелева вежа (Харків)   — зменшена копія Ейфелевої вежі, одного з головних символів Франції. Входить до комплексу будівель торгово-розважального центру «Французький бульвар» м. Харкова на перетині вулиці Академіка Павлова та Салтівського шосе. 

## Історія
Урочисте відкриття вежі відбулося 14 лютого 2012 року. На її будівництво пішло близько двох місяців. 

## Архітектурні особливості
На будівництво зменшеної копії Ейфелевої вежі витратили 35 тонн металу. Висота конструкції становить 35 метрів, таким чином, харківська вежа нижча від оригіналу майже в десять разів: справжня вежа Ейфеля в первісному вигляді мала висоту 300 метрів над рівнем землі, проте 2010 року з новою антеною її висота склала 324 метри. 
Харківська «Вежа Ейфеля» споруджена з десяти металевих каркасів і розділена на чотири яруси. Перший поверх являє собою піраміду з чотирьох колон, з'єднаних арковим склепінням. На другому поверсі розташований оглядовий майданчик. Третій та четвертий яруси утворюють шпиль споруди. 